# Dave Smits
Dave Smits (Tilburg, 7 augustus 1969) is een Nederlands voormalig profvoetballer. Hij speelde het grootste deel van zijn betaaldvoetbalcarrière met Willem II in de eredivisie.
Smits begon met voetballen bij de Tilburgse amateurclub VV ZIGO. Zijn spelersperiode sloot hij af bij VV VRC, waar hij van 2003 tot 2006 actief was.

## Overzicht clubs
| Seizoen  | Club      | Competitie     | Wedstrijden | Doelpunten |
| -------- | --------- | -------------- | ----------- | ---------- |
| 1990-'96 | Willem II | Eredivisie     | 124         | 3          |
| 1996-'98 | TOP Oss   | Eerste divisie | 66          | 0          |